# Żelazo (Smołdzino)
Żelazo (deutsch Selesen, kaschubisch Żélazo, slowinzisch Žìḙlazɵ) ist ein Dorf in der polnischen Woiwodschaft Pommern und gehört zur Landgemeinde Smołdzino (Schmolsin) im Kreis Słupsk (Stolp).

## Geographische Lage
Żelazo liegt südöstlich des Garder Sees in Hinterpommern  eingebettet in einen Höhenzug, dessen höchster Punkt der 115 Meter hohe Revekol ist. Durch den Ort verläuft eine von Smołdzino (Schmolsin) kommende Nebenstraße, die über Wierzchocino (Virchenzin) und Witkowo (Vietkow) nach Choćmirowo (Alt Gutzmerow) führt und dort in die Woiwodschaftsstraße 213 (Słupsk (Stolp) – Celbowo (Celbau)) einmündet. Bis zur Kreisstadt Słupsk sind es 29 Kilometer.
Die nächste Bahnstation ist Damnica (Hebrondamnitz) und liegt in 22 Kilometern Entfernung an der Staatsbahnstrecke 202 Danzig–Stargard. Vor 1945 war Selesen Haltepunkt an der Kleinbahn Stolp–Schmolsin der Stolper Bahnen.

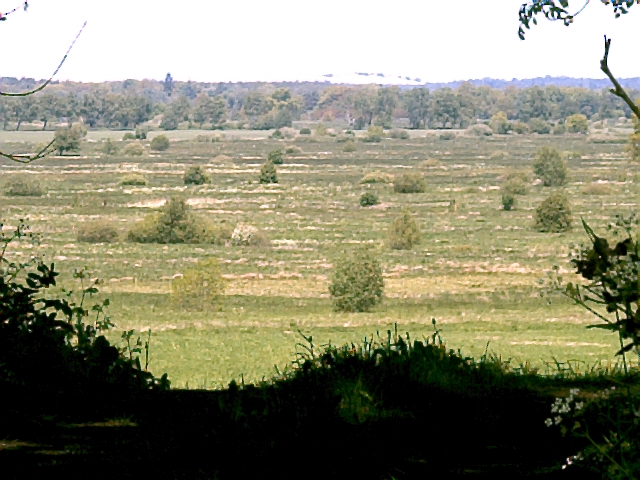
Landschaft bei Żelazo (Selesen)

## Ortsname
Ältere Namensformen sind Zeleza (1281), Seliso (1294), Zellesen (1493), Sellesen (1517) und Selesen (vor 1945). Die 1945 eingeführte polnische Ortsbezeichnung  Żelazo (Wortbedeutung: Eisen) kommt in Polen mehrfach vor.

## Geschichte
Selesen ist seiner historischen Dorfform nach ein Gassendorf. Eine Grabstätte, die 1873 am südöstlichen Dorfausgang freigelegt wurde, stammte noch aus der Wendenzeit. Im Jahre 1281 wurde der Ort erstmals urkundlich erwähnt, als Herzog Mestwin II. das neu zugründende Prämonstratenser-Nonnenkloster in Stolp (heute polnisch: Słupsk) mit dem Zehnten von Zeleza ausstattete. 1315 bestätigt Markgraf Waldemar von Brandenburg dem Kasimir Swenzo den Besitz des Dorfes als Lehen.
Selesen wurde mit Wendisch Silkow (Żelkowo, 1938–45 Schwerinshöhe) und einem Teil des Gutes Gambin (Gąbino) ein Bandemersches Lehen. Seit dem 15. Jahrhundert war Selesen bis 1945 im Besitz dieser Familie. 1717 war Didrich von Bandemer Stallmeister, außerdem wirtschafteten im Dorf acht Bauern und vier Kossäten. 1784 gab es außerdem zwei Vorwerke, eine Schmiede, einen Schulmeister, eine Wassermühle, einen Büdner und zwei Fischerkaten bei insgesamt 27 Feuerstellen. 1879 erhielt Selesen eine Ziegelei. Selesen war für seine gute Pferdezucht (Warmblut) bekannt, und dafür wurde 1885 Rudolph von Bandemer mit dem ersten Staatspreis ausgezeichnet.

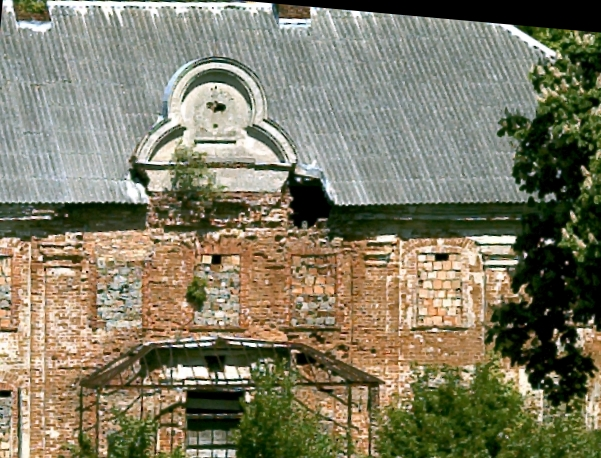
Das ehemalige Gutshaus der Familie von Bandemer in Żelazo (Selesen)

Das Rittergut war 1938 insgesamt 1323 Hektar groß und hatte 435,5 Hektar Ackerland, 132,5 Hektar Wiesen, 46 Hektar Weiden, 285 Hektar Holzungen, 420 Hektar Unland, Hofraum und Wege sowie 4 Hektar Wasserfläche. Letzter Besitzer auf Selesen war Alfred von Bandemer, der am 13. September 1945 auf seinem Gut verstarb. Seit 1933 wurde er in der Bewirtschaftung des Gutes von seinem Sohn Rudolph von Bandemer unterstützt.
Das Gutshaus stammte aus dem 17. Jahrhundert, um 1850 wurde es durch den Anbau eines östlichen Flügels erweitert. Am nordwestlichen Ortsausgang stand auf einer kleinen Anhöhe außerdem das „Haus Cordula“, ein Villenbau, den sich die Witwe des 1906 verstorbenen Rudolph von Bandemer als Witwensitz errichten ließ. Nach ihrem Tod wurde das Haus an Selesener Familien vermietet, in der Zeit des Nationalsozialismus fand hier ein Landjahrlager mit jungen Mädchen Unterkunft.
Bis 1945 war Selesen mit den Ortschaften Bismarckstein (Kolischen = Stregonke), Neu Strelow (heute polnisch: Srzelewo) und Niederhof (Kuliszki) in den Landkreis Stolp im Regierungsbezirk Köslin der preußischen Provinz Pommern eingegliedert. Es gehörte zum Amts- und Standesamtsbezirk Schmolsin und zum Amtsgerichtsbereich Stolp. Die Gesamtgemeindefläche umfasste 2266 Hektar bei 391 Einwohnern im Jahre 1939.
Nachdem die Region bereits im März 1945 von der Roten Armee besetzt worden war, wurde sie nach Ende des Zweiten Weltkriegs zusammen mit ganz Hinterpommern unter polnische Verwaltung gestellt. Die Deutschen wurden anschließend aus Selesen vertrieben.
Seit 1945 ist der dann Żelazo genannte Ort ein Teil der Gmina Smołdzino im Powiat Słupski in der Woiwodschaft Pommern (1975 bis 1998 Woiwodschaft Stolp). Hier leben heute 312 Einwohner.

## Persönlichkeiten

### Söhne und Töchter des Ortes
- Joachim Christian von Bandemer (1702–1764), königlich-preußischer Generalmajor.

### Persönlichkeiten, die vor Ort gewirkt haben
- Rudolf von Bandemer (1829–1906), preußischer Politiker, war Besitzer des Guts Selesen.

## Kirche
Vor 1945 waren alle Bewohner von Selesen ausnahmslos evangelischer Konfession. War der Ort einst nach Groß Garde (heute polnisch: Gardna Wielka) eingepfarrt, gehörte er zuletzt zum Kirchspiel Schmolsin (Smołdzino) im Kirchenkreis Stolp-Altstadt im Ostsprengel der Kirchenprovinz Pommern der Kirche der Altpreußischen Union. Letzter deutscher Geistlicher war Pfarrer Ernst Fürstenberg.
Seit 1945 ist die Einwohnerschaft von Żelazo fast ausnahmslos katholisch. Der Ort gehört zur Pfarrei Smołdzino (Schmolsin) im Dekanat Główczyce (Glowitz) im Bistum Pelplin der Katholischen Kirche in Polen. Hier lebende evangelische Kirchenglieder gehören zur Pfarrei der Kreuzkirche in Stolp mit der Filialkirche in Główczyce in der Diözese Pommern-Großpolen der polnischen Evangelisch-Augsburgischen Kirche.